# Hóa Sơn
Hóa Sơn (chữ Hán giản thể: 华山, phồn thể: 華山; phanh âm: Huà Shān) là một trong năm ngọn núi thuộc Ngũ Nhạc Danh Sơn của Trung Quốc. Ngọn núi mang trong mình một ý nghĩa lịch sử to lớn về tín ngưỡng. Năm 1990, Hóa Sơn được UNESCO công nhận là di sản thiên nhiên thế giới.

## Tên gọi
Chữ Hán “华／華” có hai âm đọc là “hoa” và “hóa”. Trong tên gọi “华山／華山” của ngọn núi này chữ “华／華” phải đọc là “hóa” chứ không đọc là “hoa”.

## Địa lý và đặc điểm
Hóa Sơn là một ngọn núi thuộc đoạn đông dãy Tần Lĩnh ở phía nam tỉnh Thiểm Tây, cách thành phố Tây An khoảng 100 km về phía đông. Hóa Sơn có năm đỉnh núi chính, trong đó đỉnh cao nhất Nam Phong (ở phía nam) có tên Lạc Nhạn ("落雁") cao 2.154,9 m. Ngọn núi bao bọc bởi toàn đá hoa cương, từ xa vọng về, hình núi dựng đứng như một bông hoa và vì vậy mà có tên là "Hoa Sơn" (trong chữ Hán cổ, "hoa" và "hóa" tương thông với nhau). Đỉnh chính cao 2.083m, gọi là Thái Hóa Sơn hoặc Tây Nhạc. Hóa Sơn nổi danh là nơi nguy hiểm, thử thách tài nghệ của những dũng sĩ leo núi.
Được mệnh danh là đỉnh cao đạo giáo, bốn đỉnh chính của Hoa Sơn được bao bọc bởi những ngôi đền cổ, là địa điểm cầu nguyện và cúng bái từ ít nhất là thời Tần Thủy Hoàng vào những năm 200 trước Công nguyên. Những con đường mòn dẫn lên đỉnh núi thì dường như vẫn còn nguyên sơ như hàng ngàn năm trước.

## Con đường mòn nguy hiểm nhất thế giới
Hóa Sơn nổi tiếng trên toàn thế giới với nhiều biệt danh như “Nấc thang lên thiên đường, địa ngục chỉ cách một bước”, “Đường mòn nguy hiểm nhất hành tinh”, “Con đường ván gỗ trên bầu trời”. Tất cả mọi người đều ấn tượng mạnh với những ván gỗ gồ ghề được ghim trực tiếp vào vách đá ở lưng chừng ngọn núi cao hơn 2.000 mét, không có bất kỳ hàng rào bảo vệ nào trong khi ngay bên dưới là vực thẳm.
Mặc dù tất cả du khách đều được thắt dây an toàn trước khi leo qua vách núi, đồng thời có một dây xích được gắn chắc chắn để mọi người bám vào, thế nhưng nhiều người vẫn không hề dám thử.

## Cuộc sống trên Hóa Sơn
Được cho là nơi ở một thời của Lão Tử - triết gia nổi tiếng bậc nhất Trung Quốc, Hóa Sơn có tầm quan trọng rất lớn đối với cộng đồng Đạo giáo của Trung Quốc với một số ngôi đền được gìn giữ từ rất nhiều đời nay. Trong khi đa số du khách hiện đại đến đây vì lý do du lịch thì đời sống tu viện vẫn còn tồn tại ở trên núi. Những người gác cổng chuyên chở thực phẩm và đồ dùng gia đình qua những cầu thang đá từ thị trấn bên dưới lên Hóa Sơn để cung cấp cho các tu viện cũng như các dịch vụ du lịch đã được xây dựng để phục vụ du khách.
Ngay cả những người không tôn giáo cũng có thể nghỉ lại trong các nhà khách nhỏ cạnh một số đền thờ, nhưng nếu bạn không muốn trải nghiệm sự khổ hạnh thì có thể lựa chọn một số khách sạn tiêu chuẩn. Tuy nhiên, bất kể nghỉ lại đâu, bạn cũng nên mang theo đồ ăn nhẹ và nước uống để đảm bảo không phải trả rất nhiều tiền để mua ở trên núi. Tất cả hàng hóa ở trên đỉnh Hóa Sơn đều được đưa lên từ các thung lũng, việc những nhà hàng, khách sạn hoặc một số sạp hàng nhỏ đội giá lên trời là điều rất khó tránh khỏi.

## Trong Ngũ Nhạc Danh Sơn
Dáng vẻ của năm ngọn núi nổi tiếng này cũng thật phong phú không giống nhau hay trùng lặp. Thái Sơn như tọa (ngồi), Hành Sơn như phi (bay), Tung Sơn như ngọa (nằm), Hằng Sơn như hành (đi), Hóa Sơn như lập (đứng).

## Hình ảnh

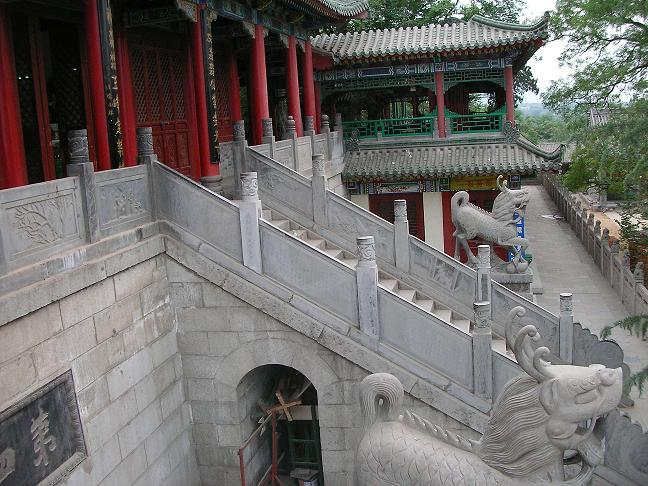
Đền
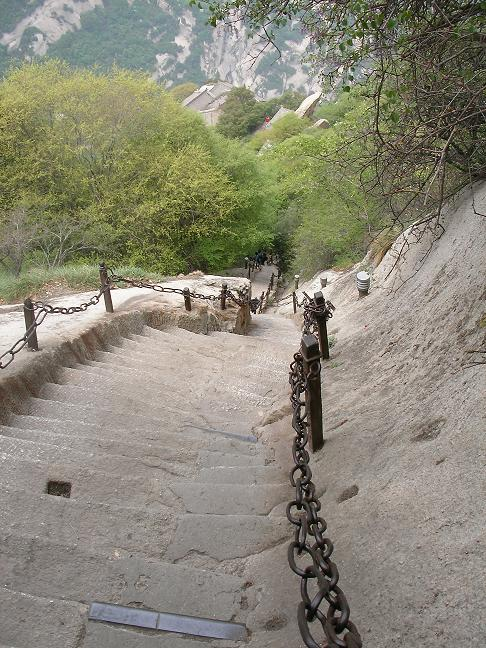
Bậc thang

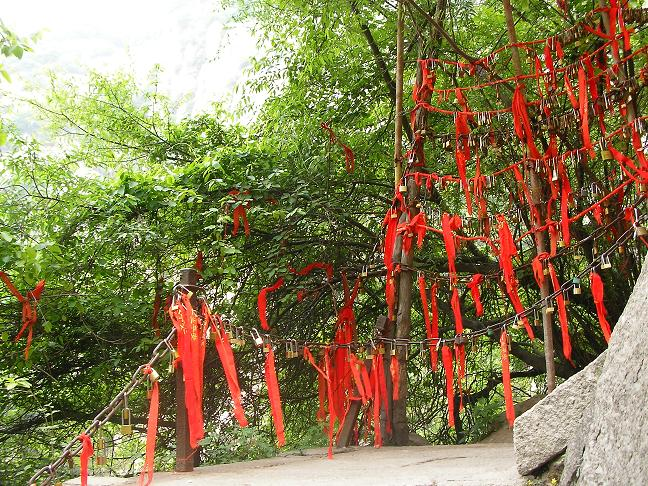
Phong cảnh
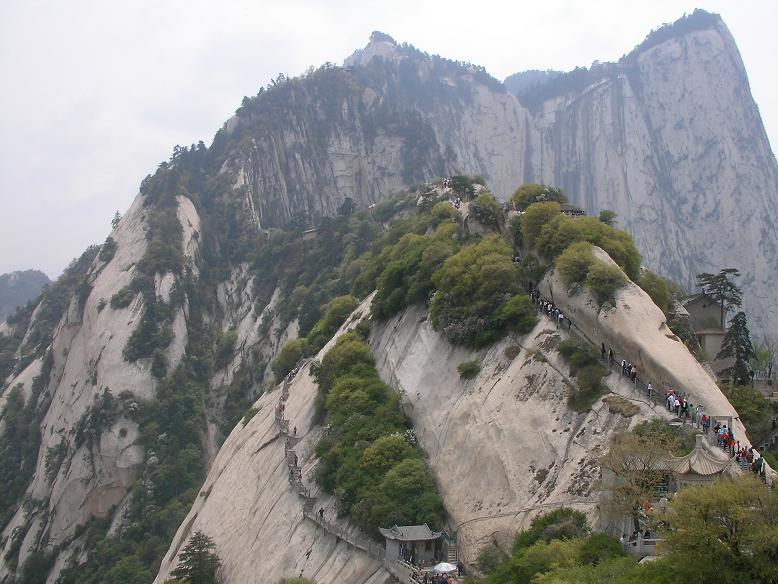
Núi Hóa Sơn nhìn từ đỉnh phía Bắc

## Tiểu thuyết hoá
Trong tiểu thuyết võ hiệp của Kim Dung, đây là nơi ba lần diễn ra Hóa Sơn luận kiếm và có một môn phái võ công nổi tiếng ở trên ngọn núi này.

## Thắng cảnh
- Vũ Kiếm Thạch: tượng đá hình người con gái múa kiếm bên sườn núi.
- Hiếu Tử Thạch: tượng đá hình ngư ông câu cá bên bờ suối.